# 受控外國公司
受控外國公司 (英文：Controlled foreign company，簡稱CFC )
指某一國之營利事業或個人，於低所得稅率之地區(如避稅港)，設立由營利事業或個人直接或間接控制之外國企業，將營利事業或個人之收入保留於其母國境外之受控外國公司，並透過受控外國公司之股利分派，有意不分配盈餘(股利)，以規避其母國之稅負。而各國於營利事業所得稅法建立受控外國公司制度，其目的在於防範企業於低稅負地區成立並無實質經濟活動之紙上公司，將其應於母國課徵所得稅之所得匯入此紙上公司，並保留其盈餘不予分配之避稅行為。

## 營利事業受控外國公司制度

### 台灣

#### 課稅主體
持有符合CFC之標準，並且不符合豁免規範之受控外國公司股份之營利事業股東。

#### 所得計算
所得應為CFC當年度之盈餘，營利事業股東應按其直接持有之股份及持有之期間，計算其應有之投資收益，列入當年度之營利事業所得，課徵營利事業所得稅。

#### 重複課稅
營利事業於實際上獲得受控外國企業之股利或盈餘時，已根據所得來源國稅法規範繳納該國之營利事業所得稅者，得於認列投資收益之年度起五年內申請扣抵。

## 實際管理處所制度
企業將實際管理處所(英文：Place of Effective Management，簡稱PEM)設於其母國境內，在低營利事業所得稅負地區(如避稅港)設立登記公司，由國內法人身分轉換為外國法人身分，以規避企業於母國應就其境內外來源之營利事業所得課稅之規範。透過變更為外國法人身分，企業母國僅能對企業之境內營利事業所得課稅，而無法核課企業之境外營利事業所得。
各國政府透過建立實際管理處所制度，以防範跨國企業藉由轉換居住者身分之方式，以規避其營利事業所得稅。

### 認定要件

#### 台灣規範
實際管理處所在境內，為同時符合三項規定
⒈作成重大經營管理、財務管理及人事管理決策者為境內居住個人、總機構在境內之營利事業或外國營利事業，或作成重大經營管理決策之處所在境內。
⒉財務報表、會計帳簿、董事會議事錄或股東會議事錄之製作或存放處所在境內。
⒊在境內有實際執行企業主要經營項目及活動。

## 移轉訂價三層文據制度
經濟合作暨發展組織於2015年10月發布「稅基侵蝕及利潤移轉(BEPS)」行動計畫 13「移轉訂價文據及國別報告(Transfer Pricing Documentation and Country-by-Country Report)」成果報告，建議各國建立「集團主檔報告」（Master File）、「本國事業報告（Local File，即移轉訂價報告）及「國別報告」（Country-by-Country Report，簡稱CbcR）之移轉訂價三層文據架構，並將國別報告之訂定、資訊交換及運用情形列入實踐BEPS行動計畫結論最低標準之一，成為國際間檢視各國是否於稅務上合作之重要指標，各國於是陸續參考OECD移轉訂價文據新規定，並發布相關法規。

### 台灣規範
台灣參照移轉訂價文據及國別報告(Transfer Pricing Documentation and Country-by-Country Report)」成果報告建議，於2017年11月13日修正發布營利事業所得稅不合常規移轉訂價查核準則(簡稱移轉訂價查核準則)部分條文，增訂「跨國企業集團」在我國境內有營利事業成員者送交「集團主檔報告」及「國別報告」之規定，並自2017年度營利事業所得稅結算申報案件適用，以完善移轉訂價三層文據架構於台灣國內法之制定，並符合國際間檢視台灣稅務資訊透明之標準。

#### 最終母公司
依據台灣移轉訂價查核準則規定，最終母公司(Ultimate Parent Entity，簡稱UPE)指跨國企業集團符合以下規定之成員：
1.直接或間接持有該集團其他成員之一定股權，致依據其居住地國或地區編製財務報導目的依循之一般會計原則規定(通常為國際財務報告準則)，或其股權如於居住地國或地區公開證券交易市場交易，依該公開證券交易市場交易應遵循之財務報告編製規定，應編製合併財務報表者。
2.未被該集團其他成員直接或間接持有符合前項規定之股權者。

#### 國別報告成員
依據移轉訂價查核準則規定，國別報告成員指符合以下各項情形之一者：
1.依最終母公司居住地國或地區之法規或基於編製財務報導目的遵循之一般會計原則規定(通常為國際財務報告準則)，應納入編製合併財務報表範圍之營利事業。
2.未納入前項編製合併財務報表範圍，但最終母公司之股權如於居住地國或地區公開證券交易市場交易，依該公開證券交易市場交易應遵循之財務報告編製規定，應納入編製合併財務報表標準之營利事業。
3.僅因規模或重要性因素考量而未納入前2項編製合併財務報表範圍之營利事業。
4.符合前述3項規定之營利事業，基於編製財務報導、法規、稅務申報或內部管理控制目的，應單獨編製財務報表之常設機構(或分支機構)。

## 香港
於2023年立法離岸被動收入豁免徵稅制度（Foreign-sourced Income Exemption）規範。

## 日本
於租稅特別處置法第四十條第四款至第六款與第六十六條第六款至第八款定義。

## 德國
於受控外國公司條款（專業名詞縮寫）定義。